# フライト・ナイト
『フライト・ナイト 』（Fright Night ）は、フィンランドのパワーメタルバンド、ストラトヴァリウスの1枚目のアルバムである。

## 概要
1988年に"Future Shock"と"Black Night"のシングルをリリースした後に発売された。日本版発売は3枚目のアルバム『ドリームスペース』発売後の1994年である。日本のヘヴィメタル雑誌「BURRN!」で輸入盤としてレビューされた際、国籍不明のバンドとして表記されていた。

## 収録曲
1. "フューチャー・ショック" -"Future Shock" - 4:36  (Timo Tolkki / Tuomo Lassila - Timo Tolkki)
2. "フォールス・メサイア" -"False Messiah" - 5:20 (Tolkki)
3. "ブラック・ナイト" -"Black Night" - 3:43 (Tolkki / Lassila)
4. "ウィッチ・ハント" -"Witch-Hunt" - 3:22 (Tolkki / Lassila)
5. "ファイア・ダンス" -"Fire Dance" - 2:20 (Tolkki)
6. "フライト・ナイト" -"Fright Night" - 8:13 (Tolkki / Lassila,Tolkki)
7. "ナイト・スクリーマー" -"Night Screamer" - 4:48 (Tolkki / Lassila)
8. "ダークネス" -"Darkness" - 6:57 (Tolkki /Tolkki)
9. "グッドバイ" -"Goodbye" - 1:14 (Tolkki /Tolkki)

## 参加ミュージシャン
- ティモ・トルキ - Guitar, Vocals
- ユルキ・レントン - Bass
- アンティ・イコーネン - Keyboards
- トゥオモ・ラッシーラ - Drums